# Miraflores de los Ángeles
Miraflores de los Ángeles es un barrio perteneciente al distrito Bailén-Miraflores de la ciudad andaluza de Málaga, España. Según la delimitación oficial del ayuntamiento, limita al noroeste con el barrio de Florisol; al nordeste y al este, con Parque Victoria Eugenia; y al sur y suroeste, con Suárez.

## Transporte
En autobús queda conectado mediante las siguientes líneas de la EMT: 
| Línea | Trayecto                                   | Recorrido                                                                                                   | Frecuencia    |
| ----- | ------------------------------------------ | --- | ------------- |
| C2    | Circular 2                                 | Recorrido                                                                                                   | 11-12 minutos |
| C6    | La Milagrosa                               | Recorrido                                                                                                   | 50 minutos    |
| 7     | Parque Litoral - Miraflores de los Ángeles | Recorrido                                                                                                   | 10-11 minutos |
| 18    | Ciudad Jardín - Teatinos                   | Recorrido (enlace roto disponible en Internet Archive; véase el historial, la primera versión y la última). | 30 minutos    |